# Nederland op de Olympische Winterspelen 1964
Nederland nam deel aan de Olympische Winterspelen 1964 in Innsbruck, Oostenrijk.
Bij de zevende deelname werd voor de derde keer medailles behaald. Sjoukje Dijkstra behaalde de eerste gouden medaille voor Nederland op de winterspelen en de tweede bij het kunstschaatsen. Bij het schaatsen won Kees Verkerk de vijfde medaille in deze tak van sport. Van de zes deelnemers nam Sjoukje Dijkstra voor de derde keer deel en debuteerden de overige vijf deelnemers .

## Medailleoverzicht
| Sport          | Olympiër         | Discipline | Medaille |
| -------------- | ---------------- | ---------- | -------- |
| Kunstschaatsen | Sjoukje Dijkstra | vrouwen    | Goud     |
| Schaatsen      | Kees Verkerk     | 1500 m (m) | Zilver   |

## Deelnemers en resultaten

### Kunstrijden
| Olympiër (deelname) | Discipline | Resultaat | Prestatie                                                            |
| ------------------- | ---------- | --------- | -------------------------------------------------------------------- |
| Sjoukje Dijkstra    | vrouwen    | Goud      | rm: 9x1 (pc/rm 9), (1-1-1-1-1-1-1-1-1; pc/9: 9) totaalpunten: 2018,5 |

### Schaatsen
| Olympiër         | Discipline   | Resultaat | Prestatie         |
| ---------------- | ------------ | --------- | ----------------- |
| Ard Schenk       | 1500 m (m)   | 13e       | 2.13,4 (-3,1)     |
| Rudie Liebrechts | 1500 m (m)   | 10e       | 2.12,8 (-2,5)     |
| Rudie Liebrechts | 5000 m (m)   | 8e        | 7.50,9 (-12,5)    |
| Rudie Liebrechts | 10.000 m (m) | 4e        | 16.08,6 (-18,5)   |
| Kees Verkerk     | 1500 m (m)   | Zilver    | 2.10,6 (-0,3)     |
| Kees Verkerk     | 5000 m (m)   | 9e        | 7.51,1 (-12,7)    |
| Kees Verkerk     | 10.000 m (m) | 16e       | 16.53,4 (-1.03,3) |
| Peter Nottet     | 5000 m (m)   | 34e       | 8.26,1 (-47,7)    |
|                  |              |           |                   |
| Wil de Beer      | 1000 m (v)   | 17e       | 1.40,1 (-6,9)     |
| Wil de Beer      | 1500 m (v)   | 16e       | 2.34,0 (-11,4)    |
| Wil de Beer      | 3000 m (v)   | 27e       | 5.49,9 (-35,0)    |

Argentinië · Australië · België · Bulgarije · Canada · Chili · Denemarken · Duits eenheidsteam · Finland · Frankrijk · Griekenland · Groot-Brittannië · Hongarije · IJsland · India · Iran · Italië · Japan · Joegoslavië · Libanon · Liechtenstein · Mongolië · Nederland ·  Noord-Korea · Noorwegen · Oostenrijk · Polen · Roemenië · Sovjet-Unie · Spanje · Tsjecho-Slowakije · Turkije · Verenigde Staten · Zuid-Korea · Zweden · Zwitserland